# Wakefield Poole
Walter Wakefield Poole (* 24. Februar 1936 in Jacksonville, Florida; † 27. Oktober 2021 ebenda) war ein US-amerikanischer Tänzer und Filmregisseur.

## Leben
Poole wurde 1936 in Florida geboren und absolvierte nach seiner Schulzeit eine Ausbildung als Tänzer. 1957 wurde er als Balletttänzer Mitglied des Ballets Russes in Monte Carlo. In späteren Jahren erhielt er als Tänzer und Probenleiter verschiedene Anstellungen an Theatern am Broadway in New York City. Er spielte in den 1960er Jahren unter anderem als Tänzer in den Musicals No Strings, The Unsinkable Molly Brown, Tenderloin und Finian's Rainbow. Des Weiteren war er in dieser Zeit als choreographischer Assistent in den Musicals Dear World, George M!, Do I Hear a Waltz? und The Girl Who Came to Supper tätig.
1971 führte er mit Boys in the Sand bei seinem ersten schwulen Pornofilm Regie. Diesem und dem ebenfalls sehr erfolgreichen Film Bijou mit Charlon Sing als Darsteller folgte der wenig erfolgreiche heterosexuelle Softporno Wakefield Poole's Bible. In den 1970er und 1980er Jahren drehte er als Filmregisseur weitere schwule Pornofilme, unter anderem mit dem Pornodarsteller Casey Donovan. 
Von 1964 bis 1968 war Poole mit der Choreographin Nancy Van Rijn verheiratet. 2003 wurde Poole in die Hall of Fame der GayVN Awards aufgenommen. Am 28. Oktober 2012 erhielt er auf dem Pornfilmfestival Berlin die erstmals vergebene Auszeichnung für sein Lebenswerk.

## Filmografie (Auswahl)
- 1971: Boys in the Sand
- 1972: Bijou
- 1974: Moving!
- 1974: Wakefield Poole's Bible
- 1977: Take One
- 1981: Hot Shots
- 1984: Split Image
- 1984: Boys in the Sand II
- 1984: The Hustlers
- 1985: One, Two, Three